# Gladiatorul (film din 2000)
Gladiatorul  este un film american din anul 2000, regizat de Ridley Scott, având ca actori în rolurile principale pe Russell Crowe, Joaquin Phoenix, Richard Harris, Connie Nielsen. E parțial inspirat din filmul american Căderea Imperiului roman, de la 1964.

## Descriere
Este o poveste incitantă care a avut priză la public, o revenire a filmelor de aventuri cu gladiatorii din arenele Romei antice.
În anul 180 d.C., la capătul unei campanii care a durat 12 ani, împăratul Marc Aureliu considera că ajuns la vârsta senectuții trebuie să predea frâiele imperiului generalului Maximus, recunoscut de soldați pentru meritele sale. Invidios, Commodus – fiul împăratului – își ucide tatăl și comandă omorârea lui Maximus care, nevoit să fugă, este capturat și vândut ca sclav gladiator. Maximus se întoarce la Roma spre a-și înfrunta rivalul care i-a ucis familia.
Gladiator, Maximus se arată în arena Colosseum-ului în lupta corp la corp, în înfruntarea carelor sau hărțuirea cu animale feroce. El apare pretutindeni cu casca de protecție a feței, care îl ajută să-și ascundă identitatea și să treacă drept spaniol. Maximus îl omoară pe Commodus, dar la rândul lui e rănit grav și moare.

## Fișa tehnică
- Titlul – Gladiatorul
- Realizarea – Ridley Scott
- Scenariul – David Franzoni, John Logan și William Nicholson
- Producția – David Franzoni, Branko Lustig, Douglas Wick, Laurie MacDonald și Walter F. Parkes
- Societăți de producție – DreamWorks SKG / Universal Pictures
- Buget – 103 milioane de dolari americani
- Muzica – Hans Zimmer și Lisa Gerrard; voce Lisa Gerrard, (adițional : Klaus Badelt, Jeff Rona, Heitor Pereira, James Michael Dooley, Justin Caine Burnett și Gavin Greenaway)
- Cinematografia – John Mathieson
- Montajul – Pietro Scalia
- Decoruri – Arthur Max
- Dresaj – Thierry Le Portier (lei, tigri și hiene)
- Țara de origine – Statele Unite ale Americii
- Locurile de turnare – Maroc, Malta, Italia, Marea Britanie
- Format – Coulori - 2,35:1 - DTS-ES / Dolby EX 6.1 / SDDS - 35 mm
- Gen – Peplum
- Durată – 155 minute / 171 minute (versiunea lungă)
- Datele premierilor pe ecrane – 1 mai 2000 (premiera la Los Angeles), 5 mai 2000 (Statele Unite ale Americii), 20 iunie 2000 (Franța), 21 iunie 2000 (Belgia), 25 august 2000 (România).

## Distribuția
- Russell Crowe – generalul Maximus Decimus Méridius
- Joaquin Phoenix – Commodus
- Connie Nielsen – Lucilla
- Oliver Reed – Antonius Proximo
- Derek Jacobi – senatorul Gracchus
- Djimon Hounsou – Juba
- Richard Harris – împăratul Marc Aureliu
- David Schofield – senatorul Falco
- John Shrapnel – senatorul Gaius
- Tomas Arana – Quintus
- Ralf Moeller – Hagen
- Spencer Treat Clark – Lucius
- David Hemmings – Cassius
- Tommy Flanagan – Cicero
- Sven-Ole Thorsen – Tigris

## Premii
- Premii Oscar 2000, decernate în 2001 :
  - Oscar pentru cel mai bun film
  - Oscar pentru cel mai bun actor – Russell Crowe
  - Oscar pentru cea mai bună creație vestimentară
  - Oscar pentru cele mai bune efecte vizuale
  - Oscar pentru cel mai bun sunet
- Golden Globes 2000, decernate în 2001, pentru cel mai bun film (categoria dramă) și pentru cea mai bună muzică originală
- British Academy of Film and Television Arts. Film Award 2001 – Pentru cel mai bun film